# バンコク・スカイトレインEMU-B型電車
バンコク・スカイトレインEMU-B型電車（バンコク・スカイトレインEMU-Bがたでんしゃ）は、2010年に営業運転を開始したバンコク・スカイトレイン（BTS）の通勤型電車である。

## 概要
2010年のサパーンタークシン駅 - ウォンウィアン・ヤイ駅の開業後、列車本数が増加したため導入されたのが本形式である。本形式は中国北車長春軌道客車製で、従来車から前面のデザインが変更されている。また車内ではLED照明の採用、扉上の路線マップのLED併用など細部が変更されている。
まずタイ国内初の4両編成の電車としてEMU36-EMU47の4両編成12本（48両）が導入された。その後増備が行われ、4両編成（Tc1-M1-M2-Tc2）×17本の68両が運用されている。

### 車体
全塗装されている。塗色にはタイ国旗を彷彿とさせる白・赤・青が使われている

### 車内
車内は白を基調としている。座席は黄色のオールロングシートで、雨天時で濡れた客が座った後に拭きやすいよう繊維強化プラスチックを使用している。
窓は直線的な印象となっており、ドアの窓や取っ手は独特な形状である。外吊り式ドアで、閉扉時にチャイムが鳴る。
扉上の路線マップがLED併用となっており、画面の上部でCMが音声付きで放映され、最下部で次駅または現在停車中の駅を表示している。
つり革はベルトで、スタンションポールも備えつけられている。

### 運用
導入最初はシーロム線のみで運用されていたが、今はBTS各線で運行されている。

## 編成
- 「EMU-B1」と呼ばれる1次車。2009-2010年製造
- 「EMU-B2」と呼ばれる2次車。2013年製造

|                                          | ← ケーハクーコット → |             |             |             |
| ← バーンワーサナームキラーヘンチャート → |                      |             |             |             |
| 形式                                     | 18×× （Tc）          | 28×× （M）  | 29×× （M）  | 19×× （Tc） |
| 搭載機器                                 |                      | VVVF        | VVVF        |             |
| 動輪軸                                   | ○○ ○○                | ●● ●●       | ●● ●●       | ○○ ○○       |
| 1次車                                    | 1836 : 1847          | 2836 : 2847 | 2936 : 2947 | 1936 : 1947 |
| 2次車                                    | 1848 : 1852          | 2848 : 2852 | 2948 : 2952 | 1948 : 1952 |